# Miturgopelma
Genre
Miturgopelma est un genre d'araignées aranéomorphes de la famille des Miturgidae.

## Distribution
Les espèces de ce genre sont endémiques d'Australie.

## Liste des espèces
Selon World Spider Catalog (version 24.5, 04/11/2023) :
- Miturgopelma alanyeni Raven, 2023
- Miturgopelma archeri Raven, 2023
- Miturgopelma australiense (Hickman, 1944)
- Miturgopelma baehrae Raven, 2023
- Miturgopelma bandalup Raven, 2023
- Miturgopelma biancahilleryae Raven, 2023
- Miturgopelma bogantungan Raven, 2023
- Miturgopelma brachychiton Raven, 2023
- Miturgopelma brevirostra Raven, 2023
- Miturgopelma buckaringa Raven, 2023
- Miturgopelma bungabiddy Raven, 2023
- Miturgopelma caitlinae Raven, 2023
- Miturgopelma calperum Raven, 2023
- Miturgopelma couperi Raven, 2023
- Miturgopelma culgoa Raven, 2023
- Miturgopelma echidna Raven, 2023
- Miturgopelma echinoides Raven, 2023
- Miturgopelma ferrugineum (L. Koch, 1873)
- Miturgopelma harveyi Raven, 2023
- Miturgopelma hebronae Raven, 2023
- Miturgopelma kinchega Raven, 2023
- Miturgopelma maningrida Raven, 2023
- Miturgopelma minderoo Raven, 2023
- Miturgopelma oakleigh Raven, 2023
- Miturgopelma paruwi Raven, 2023
- Miturgopelma rangerstaceyae Raven, 2023
- Miturgopelma rar Raven, 2023
- Miturgopelma rixi Raven, 2023
- Miturgopelma sieda Raven, 2023
- Miturgopelma spinisterne Raven, 2023
- Miturgopelma watarrka Raven, 2023
- Miturgopelma woz Raven, 2023
- Miturgopelma yarmina Raven, 2023

## Systématique et taxinomie
Ce genre a été décrit par Raven en 2023 dans les Miturgidae.

## Publication originale
- Raven, Hebron & Williams, 2023 : « Revisions of Australian ground-hunting spiders VI: five new stripe-less miturgid genera and 48 new species (Miturgidae: Miturginae). » Zootaxa, no 5358(1), p. 1-117.